# Товарищество Соколовской мануфактуры Асафа Баранова
Товарищество Соколовской мануфактуры Асафа Баранова — предприятие текстильной промышленности Российской империи.

## История
После смерти отца и имущественного раздела, в 1863 году купцу Асафу Баранову досталась на паях с братом Александром фабрика «Троицко-Александровская мануфактура» в селе Карабаново (город с 1938 года) в 10 верстах от города Александрова. В 1874 году ими было учреждено предприятие под названием «Товарищество на паях мануфактур Барановых», где Асаф Иванович стал одним из директоров правления. 
В 1874 году он вышел из семейного дела и на свои личные средства решил построить недалеко от деревни Струнино на берегу слияния речек Чёрная и Горелый Крест, рядом с железной дорогой Москва—Ярославль, текстильную фабрику. 20 декабря 1874 года губернские власти разрешили А. И. Баранову  строительство красильно-набивного предприятия. Это и считается официальной датой основания крупного текстильного предприятия, названного Соколовской мануфактурой. Работа на ней началась в мае 1875 года.
Новая фабрика была оснащена высокотехнологичным оборудованием, и процесс окрашивания тканей вышел на промышленную основу, а Асаф Иванович был удостоен звания мануфактур-советника и почётной степени инженера-технолога. В 1878 году было образовано акционерное общество «Товарищество Соколовской мануфактуры Асафа Баранова». Главными рынками сбыта выпускавшейся продукции были Москва (оптовый амбар на Чижовском подворье), Ирбитская и Нижегородская ярмарки, Средняя Азия, Закавказье, Персия. По сведениям Первой всеобщей переписи Российской империи, прошедшей в 1897 году, Соколовская мануфактура имела 46 тысяч прядильных веретён, 1205 ткацких станков. В 1881 году была пущена в работу одна из первых на текстильных фабриках России электростанция, дававшая энергию для освещения цехов.
Ткани с ярлыком «Товарищества Соколовской мануфактуры Асафа Баранова» пользовались большим спросом и многократно отмечались наградами на различных ярмарках и выставках как в России, так и за рубежом. На Всероссийской промышленно-художественной выставке 1882 года в Москве ткани струнинской мануфактуры были отмечены Дипломом. Производители дважды (в 1882 и 1896 годах) удостаивались права помещать на документах, сопровождающих изделия, Государственный герб, что расценивалось как наивысшая награда. В 1886 году фабрика Асафа Баранова была удостоена специальной награды Персидского шаха. В 1889 году ткани под названием «Смородиновый лист» получил «Гран При» на Всемирной выставке в Париже.
Его племянник — Сергей Николаевич Баранов унаследовал дело отца — Николая Ивановича Баранова. Он решил прекратить красильное производство и начал вырабатывать шерстяные ткани. Одновременно занимался общественной деятельностью.
После Октябрьской революции фабрика была национализирована и стала называться «5-й Октябрь». В 1995 году она стала именоваться как акционерное общество открытого типа «Струнинская мануфактура». 
Некоторые оригинальные образцы фабрики Асафа Баранова сохранились до настоящего времени и находятся в музее-заповеднике «Александровская слобода». Также несколько платков «Барановских мануфактур» находятся в коллекции набивных ситцевых платков Владимиро-Суздальского музея-заповедника.
Интересно, что вплоть до конца XIX века железнодорожная платформа близ станции Александров, недалеко от фабричных корпусов Соколовской мануфактуры, называлась «Бараново» (современное название «Струнино»).